# Sandakada pahana
Pour les articles homonymes, voir Pierre de lune (homonymie).
Le Sandakada pahana, ou pierre de lune, est un élément caractéristique de l'architecture dans l'ancien Sri Lanka,,. Il s'agit d'une pierre plate en demi-cercle, soigneusement gravée, habituellement placée au pied d'escaliers ou de l'entrée des bâtiments. Apparu vers la fin de la période d'Anurâdhapura, le sandakada pahana a évolué durant les périodes de Polonnâruvâ, de Gampola et de Kandy. Selon les historiens, il symbolise le cycle du Saṃsāra dans le bouddhisme.

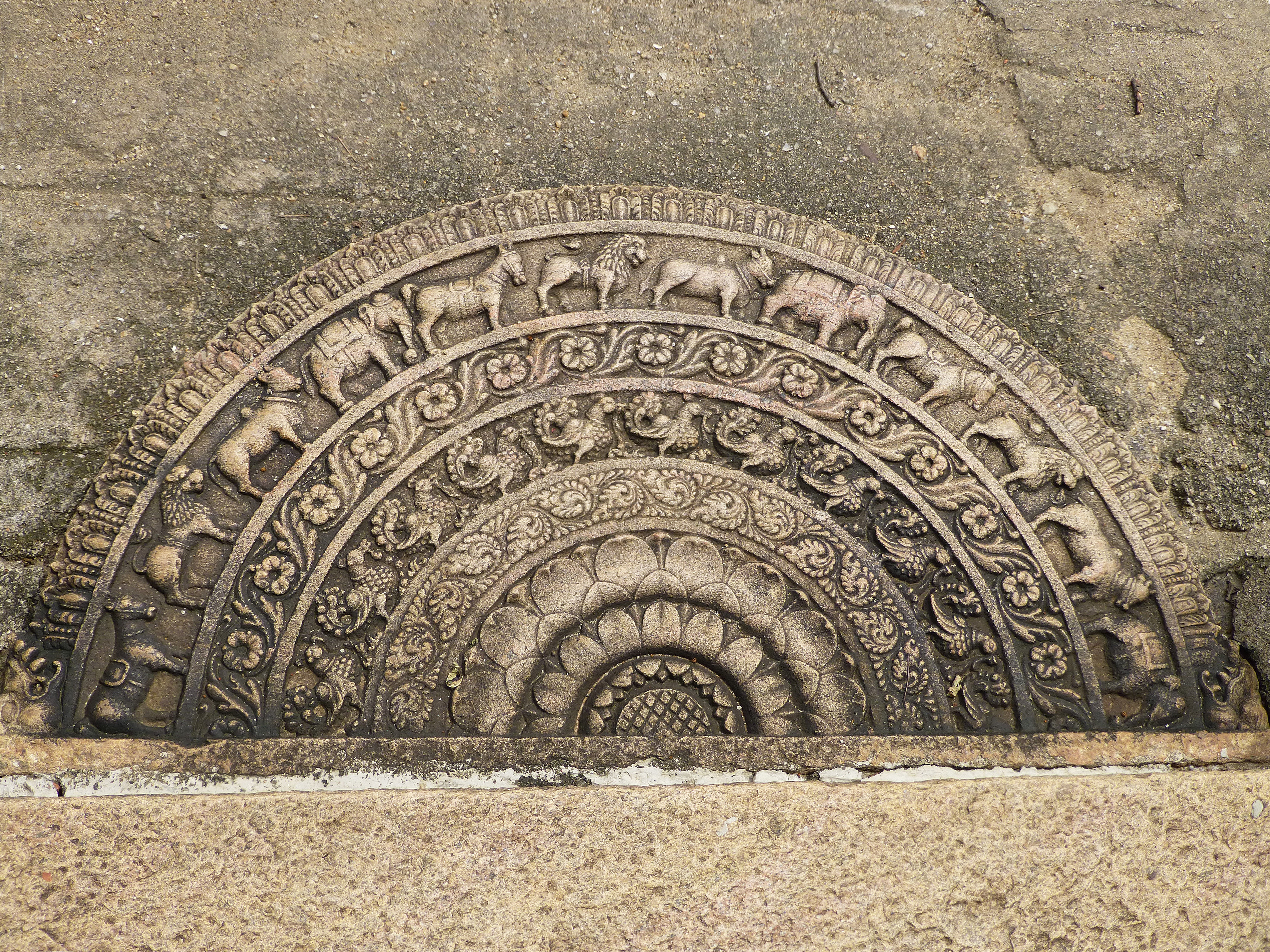
Une pierre de lune du Ridi Vihara, dans le district de Kurunegala.

## Étymologie
Le nom cinghalais « sandakada pahana » se traduit grossièrement par « pierre de lune ». Ce nom correspond à la forme et à l'apparence de l'objet. L'ancienne chronique du Mahavamsa et des textes en pali comme le Samantapasadika (en) en parlent sous le nom de « patika ».

## Époque d'Anurâdhapura

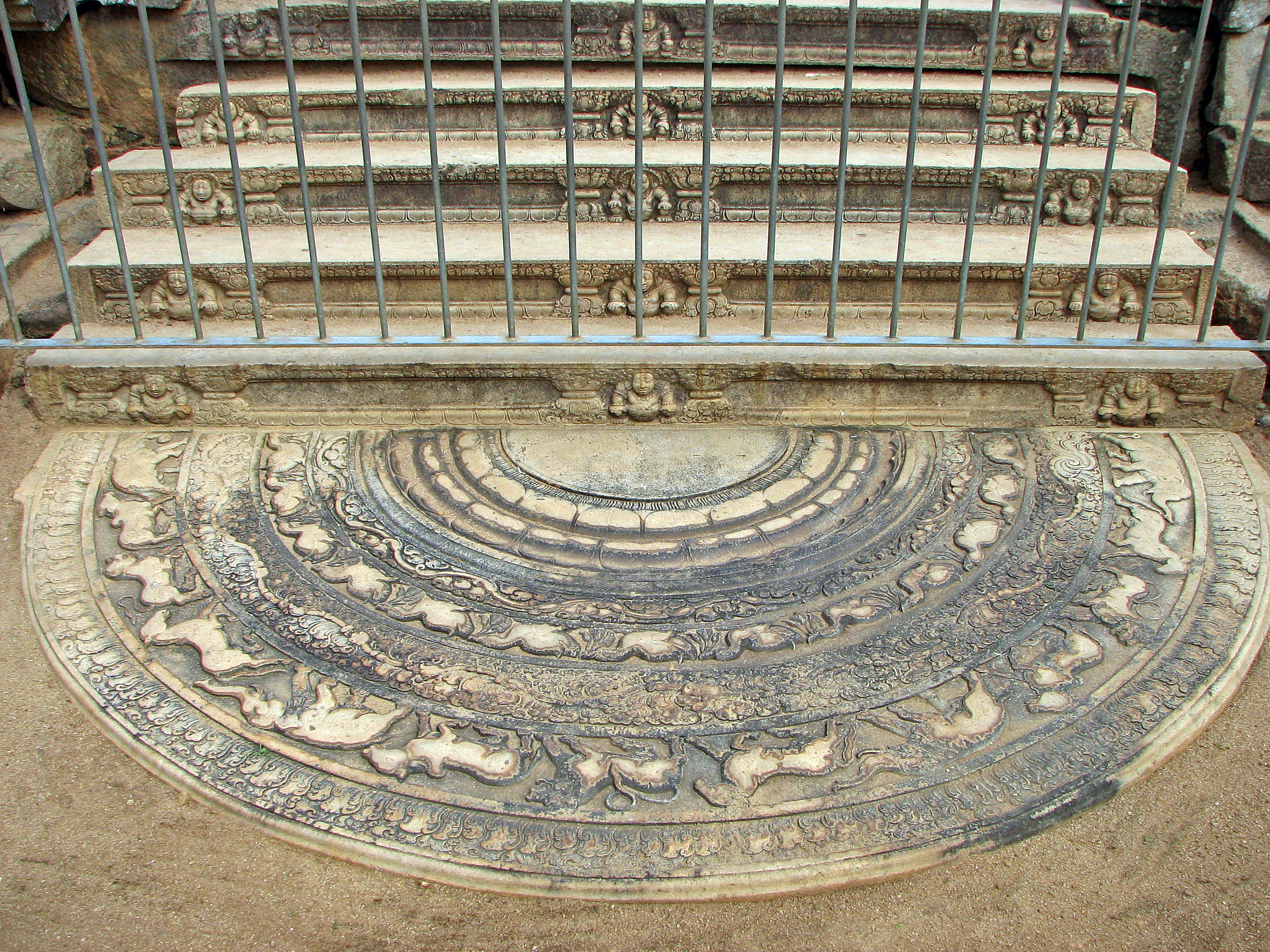
Un sandakada pahana de l'époque d'Anurâdhapura.

Les premiers sandakada pahanas sont apparus vers la fin du Royaume d'Anurâdhapura (377 av. J.-C.-1017). Ils étaient uniquement placés à l'entrée des temples bouddhistes.
Les gravures sont les mêmes pour chaque sandakada pahana. Au centre, un demi-lotus est entouré de bandes concentriques. La plus centrale est décorée de cygnes, suivie d'une bande de feuillages entrelacés connus sous le nom de « liyavel ». La troisième bande est gravée de quatre mammifères : éléphants, lions, chevaux et taureaux. Ces quatre animaux en procession symbolisent les quatre étapes de la vie : croissance, énergie, puissance et patience. La quatrième bande, la plus externe, est gravée de flammes.

## Époque de Polonnâruvâ
Les sandakada pahanas du Royaume de Polonnaruwa (1056–1212) sont bien distincts de ceux de l'époque précédente. Il n'y a plus une seule bande de quadrupèdes, les processions d'éléphants, de lions et de chevaux étant représentées sur des bandes séparées. L'élément le plus notable est la disparition des taureaux. C'est aussi la fin de la tradition d'Anurâdhapura de réserver les sandakada pahanas aux temples bouddhistes : à l'époque de Polonnâruva, on en trouve aussi à l'entrée d'autres bâtiments.

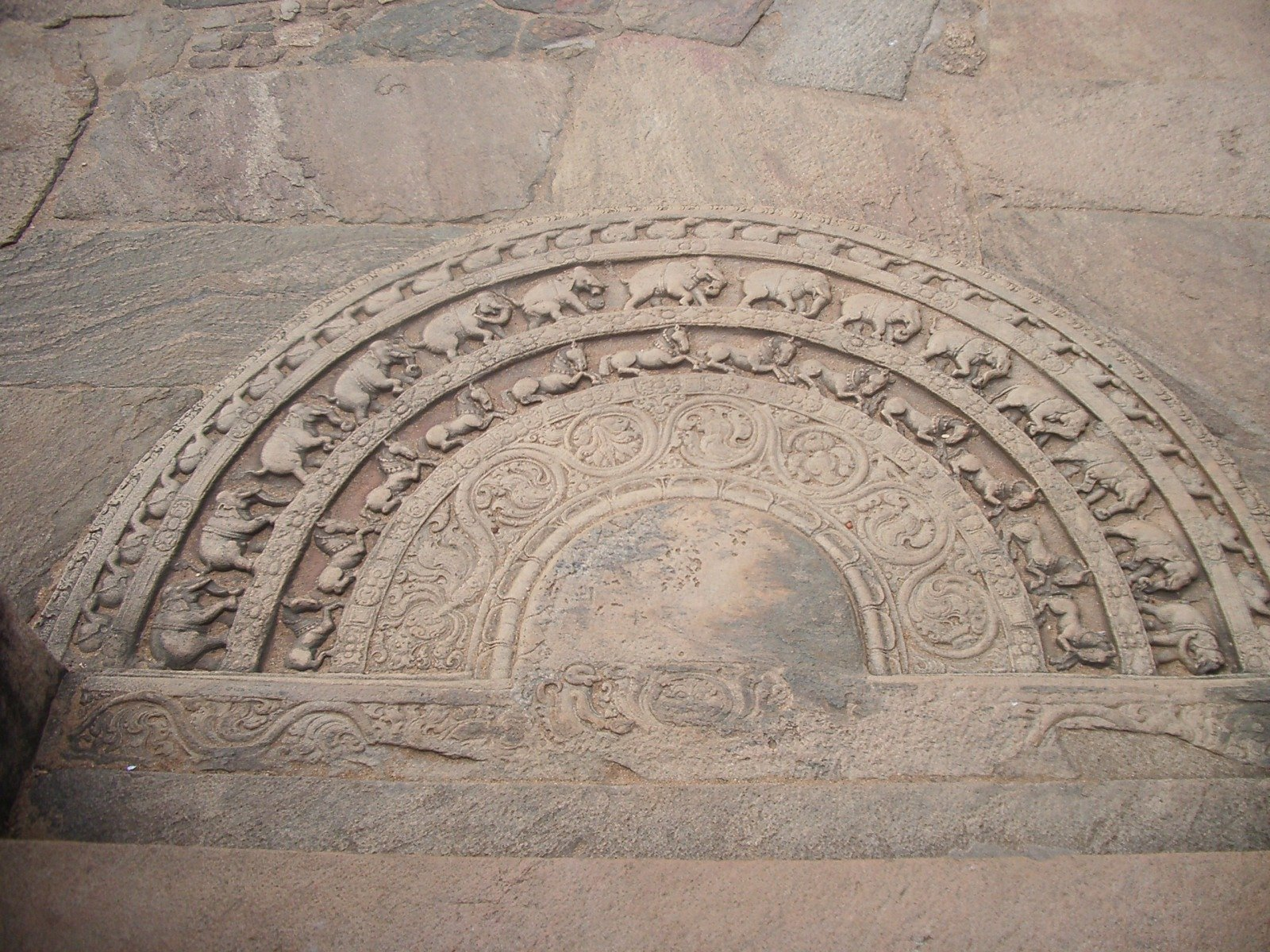
Le sandakada pahana à l'entrée du de Polonnâruvâ. Noter l'absence du taureau et du lion.

En 1017, une invasion de Rajendra Ier a fait passer l'essentiel de l'île sous le contrôle de l'Empire Chola,. Le pays est resté sous sa domination jusqu'en 1055 et sa culture a alors été très influencée par les coutumes et traditions de l'Inde du Sud, notamment par l'hindouisme. Les historiens pensent que la disparition du taureau des sandakada pahanas est liée à son rôle dans cette religion. Le taureau, véhicule du dieu Shiva, est vénéré dans l'hindouisme et aurait été retiré pour cette raison d'une pierre sur laquelle les gens marchaient. Le lion a aussi disparu de certains sandakada pahanas. Le meilleur exemple des sandakada pahanas de cette époque se trouve à l'entrée nord du Vatadage de Polonnâruvâ (en).

## Époques de Gampola et de Kandy

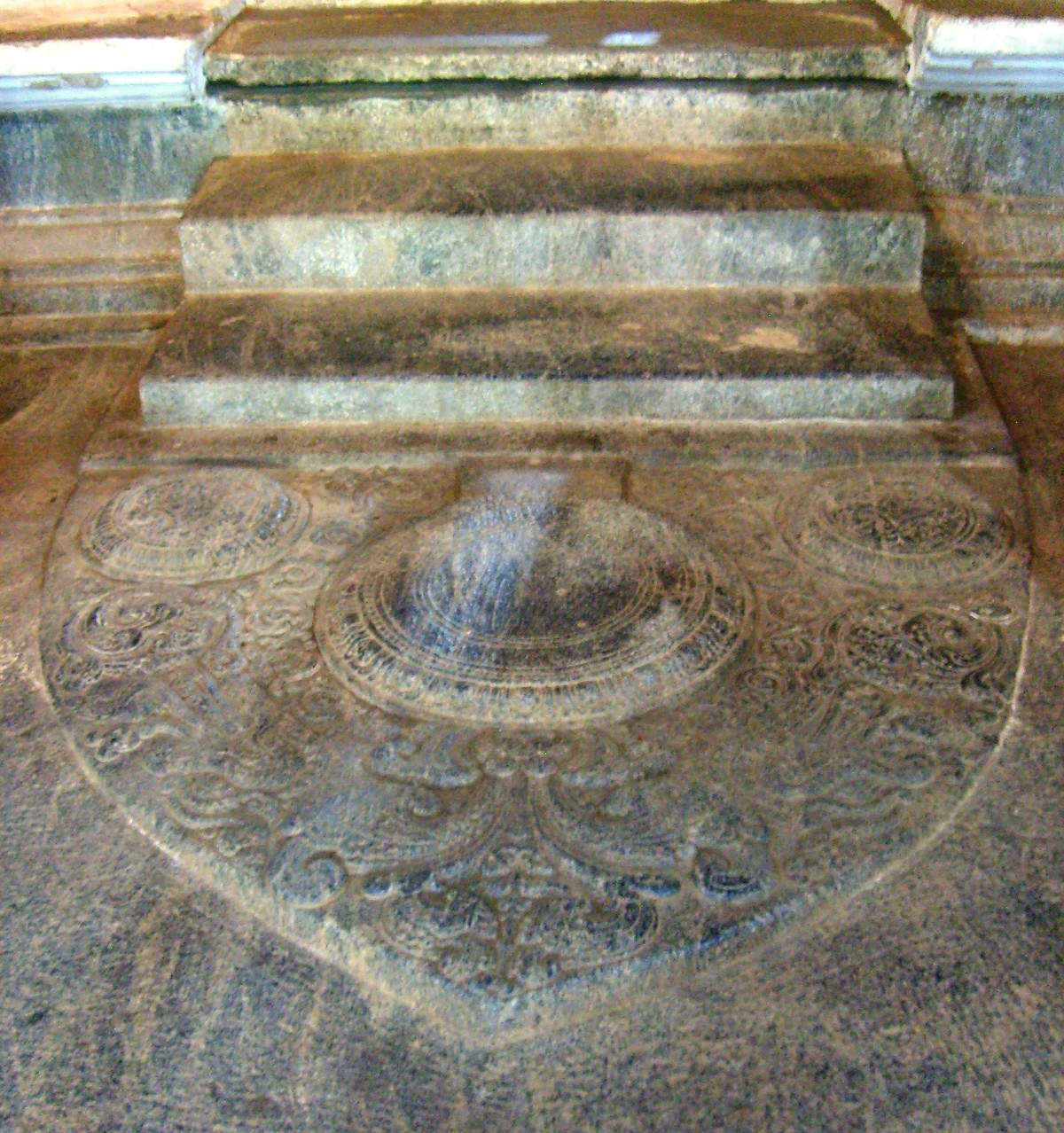
Un sandakada pahana de l'époque de Kandy au temple de Degaldoruva.

À l'époque des royaumes de Gampola (1345-1406) et de Kandy (1468-1815), les sandakada pahanas ont été modifiés de façon radicale : les bandes concentriques ont disparu et la pierre a pris une forme presque triangulaire. Un lotus gravé en son centre est entouré par un motif de « liyavel » élaboré.

## Symbolisme
Les historiens pensent que les gravures des sandakada pahanas possèdent une signification religieuse. L'interprétation la plus couramment admise est celle de l'historien Senarath Paranavithana (en) (1896-1972). Selon celui-ci, le sandakada pahana symbolise le cycle du Saṃsāra. Le « liyavel » symbolise les désirs terrestres (Taṇhā) et le lotus central représente le Nirvana. Les éléphants, chevaux, lions et taureaux figurent respectivement la naissance, le déclin, la maladie et la mort, tandis que les cygnes symbolisent la séparation entre le bien et le mal.